# Hydnophytum formicarum
Hydnophytum formicarum är en måreväxtart som beskrevs av William Jack. Hydnophytum formicarum ingår i släktet Hydnophytum och familjen måreväxter. Inga underarter finns listade i Catalogue of Life.